# Paráčsky Minčol
Paráčsky Minčol (1253 m) – szczyt w Magurze Orawskiej na Słowacji. Znajduje się w głównym grzbiecie tej grupy, między szczytami Paráč (1325 m) i Príslopec (1258 m). Z północnych stoków spływają dwa źródłowe cieki potoku o nazwie Paráčsky potok, z południowych potok Zázrivka.
Paráčsky Minčol to niewybitny szczyt i całkowicie porośnięty lasem. Prowadzi przez niego główny szlak Magury Orawskiej.

## Szlak turystyczny
odcinek: Sedlo Kubínska hoľa – Vasiľovská hoľa – Minčol (1139 m) – Bzinská hoľa – Príslopec – Paráčsky Minčol – Paráč – Sedlo pod Okrúhlicou – Okrúhlica (1165 m) – Javorinka – Okrúhlica (1076 m) – Kýčerka – Kováčka – Zázvorovci – Vojenné – Pod Vojenným – Káčerovci – Pod Mravečníkom – Mravečník – Terchová